# Sandgrönnorna
Sandgrönnorna est une île de l’archipel de Luleå dans le comté de Norrbotten en Suède,.

## Présentation
Sandgrönnorna est à environ 25 km au sud-ouest du centre-ville de Luleå.
Elle est située le long d'une bande d'îles sablonneuses, aux côtés de Sandön, Junkön et Rödkallen. 
Sandgrönnorna est constituée de sédiments glaciaires sableux, qui se sont déposés à l'embouchure du fleuve  Luleälven et qui émerge lentement en raison du soulèvement des terres du au rebond post-glaciaire. Sandgrönnorna est très plate, ce qui offre des possibilités de formation de dunes. La majeure partie de Sandgrönnorna est une zone protégée pour les oiseaux et l'île entière, avec Söräspen et Grillklippan, fait partie de la réserve naturelle de Rödkallen.
Aujourd'hui, Sandögrynnarna mesure 6,5 kilomètres de long et 2 kilomètres à son point le plus large. 
Le fort soulèvement du terrain a fait se rassembler Sandgrönnarna et Skvalpen.
Au cours des dernières décennies, la zone située entre les îles a été asséchée et, à marée basse, passer à sec sur la zone terrestre d'un kilomètre de large entre les îles.
L'île assez grande de Sandgrönnorna n'a presque pas de végétation.
L'île est principalement recouverte de sable. 
Entre les mois de juillet et août, il est interdit de séjourner sur l'île pur ne pas déranger l'avifaune. L'île fait partie de la réserve naturelle de Rödkallen.
En été, l'eau est chaude sur les bancs de sable et est donc visitée par de nombreuses familles avec enfants.